# Black Swan (canción)
«Black Swan» es una canción del grupo surcoreano BTS, incluida en su cuarto álbum de estudio en coreano Map of the Soul: 7. La compañía Big Hit la lanzó el 17 de enero de 2020 como el primer sencillo del disco, durante las actividades promocionales previas a su publicación. RM, August Rigo, Vince Nantes, Clyde Kelly y Pdogg la escribieron, mientras que este último se encargó de la producción. Pertenece al género emo hip hop y mezcla elementos cloud rap con ritmos de batería trap e instrumentación de guitarra estilo lo-fi, con letras introspectivas en las que los miembros de BTS confiesan, como artistas, el miedo a perder su pasión por la música. 
En general, «Black Swan» recibió elogios de los periodistas musicales por su letra «honesta y directa», además fue comparada con el sencillo «Fake Love» (2018). Comercialmente, debutó en el primer puesto de la Billboard World Digital Song Sales en Estados Unidos y en el séptimo de la Gaon Digital Chart en Corea del Sur; ingresó en las posiciones cuarenta y seis, y sesenta y siete en las listas UK Singles Chart y Billboard Hot 100, respectivamente, asimismo figuró en los rankings de varios países más. 
Para la promoción del sencillo se grabaron dos videoclips, ambos dirigidos por YongSeok Choi, de la empresa Lumpens, e inspirados en la película homónima de 2010 de Darren Aronofsky. El primero se estrenó simultáneamente con la canción, con el formato de un art film, y contó con la participación de la compañía eslovaca de danza contemporánea MN Dance Company, que realizó un baile interpretativo. El segundo se publicó sin un anuncio previo y muestra a BTS transformándose en cisnes negros en el escenario de un teatro. El debut televisivo de «Black Swan», en The Late Late Show with James Corden, tuvo un recibimiento positivo de los críticos, quienes destacaron la actuación «apasionada» y la coreografía «intrincada» de la banda. Tras el lanzamiento de Map of the Soul: 7, el grupo promovió el tema con presentaciones en vivo en algunos programas de música de Corea del Sur, entre ellos M! Countdown, Music Bank e Inkigayo.

## Antecedentes y lanzamiento
Después de la publicación del EP Map of the Soul: Persona en 2019, la agencia del grupo, Big Hit, informó mediante un comunicado en Twitter que los miembros de BTS tomarían un «periodo extendido de descanso y relajación», en medio de su gira Love Yourself World Tour, para «revitalizarse y prepararse antes de presentarse nuevamente como músicos y creadores» y poder «disfrutar la vida ordinaria de los jóvenes de 20 años». Tras esto, el 7 de enero de 2020 la banda anunció que regresaría a la escena musical en febrero del mismo año con su cuarto álbum de estudio en coreano, Map of the Soul: 7; el programa para su promoción se dio a conocer al día siguiente y en este se mostró que se daría en cuatro fases, además de incluir las fechas de estreno de sus dos sencillos principales. Los detalles del primero, incluyendo su título y carátula, se revelaron con el lanzamiento de la canción el 17 de enero de 2020, que estuvo disponible en los formatos de descarga digital y streaming en varios países. El tema fue escrito por RM, August Rigo, Vince Nantes, Clyde Kelly y Pdogg —quien también trabajó en su producción—, mientras que DJ Riggins, Jaycen Joshua, Jacob Richards y Max Seaberg se encargaron de la mezcla. Salió al mercado una semana después de que se presentara un adelanto de «Interlude: Shadow», interpretada por Suga. Asimismo, coincidió con su proyecto global de arte público, «Connect, BTS», que reunió a veintidós artistas contemporáneos de distintas partes del mundo para que crearan obras que resonaran con la filosofía del grupo.

## Composición y letras
«Black Swan» es una canción emo hip hop que deriva su estilo de un compás de batería trap y una «siniestra» melodía de guitarra tipo lo-fi, que se construye en torno a un estribillo instrumental e incluye elementos cloud rap junto con un hook pegadizo; sin embargo, algunos críticos musicales también la identificaron como una balada R&B. En términos de la notación musical, está compuesta en la clave de re menor, con un tempo de 147 pulsaciones por minuto y tiene una duración de tres minutos con dieciocho segundos. Se lanzó tanto una versión de estudio, disponible en plataformas digitales y de streaming, como una interpretación orquestal para el art film homónimo. Esta última contiene voces a capela colocadas sobre una producción musical de cuerdas. En cuanto a su composición, la primera incorpora riffs de guitarra con sintetizadores y un «compás palpitante», así como un tono «atmosférico» e «inquietante» creado al combinar ritmos trap con una instrumentación «lúgubre», que según Jason Lipshutz de Billboard acentúa los «hooks entrelazados, versos de rap y falsettos». El tema abre con un distintivo ostinato oriental que se compone sobre una melodía rapsódica acompañada por voces distorsionadas. Al respecto, Sheldon Pearce de Pitchfork señaló el uso intensivo de auto-tune, mientras que Jochan Embley de Evening Standard destacó que incorpora el instrumento tradicional coreano gayageum. En toda la canción, las voces de los integrantes de BTS están «en capas y procesadas» para hacerlas «indistinguibles» una de la otra,  en tanto que los sonidos minimalistas representan un lado interior «sombrío». En varios puntos, estas suenan como «un monólogo interno dividido entre impulsarse y seguir como siempre [...] o estar lleno de incertidumbre y vacilación».
De acuerdo con Yonhap News Agency, «Black Swan» continúa con el concepto de exploración del ego de un individuo, que se trató en el EP de 2019 Map of the Soul: Persona, y está inspirado en las teorías del psicólogo suizo Carl Jung sobre la psicología humana. En un comunicado de prensa, The Korea Times describió al tema como una «confesión de un artista que ha aprendido verdaderamente lo que la música significa para él» y en la que los miembros del grupo «se sumergen en lo más profundo de su yo interior (...) y enfrentan las sombras que alguna vez habían escondido». Por su parte, en una entrevista con Zach Sang, la banda comentó que se trata de una canción «muy personal» en la que quería hablar sobre sus sombras. En «Black Swan», BTS usa letras introspectivas para expresar el miedo a perder la pasión por la música; detalla la relación que los artistas tienen con su oficio al comparar el sentimiento desgarrador de perder el amor hacia su arte con la muerte, con líneas como «Si esto ya no puede resonar, si ya no puede hacer vibrar mi corazón, entonces así puede ser como muero por primera vez».

## Recepción

### Comentarios de la crítica
«Black Swan» recibió reseñas positivas por parte de los críticos musicales, quienes elogiaron su producción y mensaje introspectivo. En su artículo para Consequence of Sound, Hannah Zwick resaltó la «hermosa mezcla de ritmos de batería trap y cuerdas, rap y voces, que crea una atmósfera de ansiedad antes de leer la letra» y escogió al tema como uno de los puntos culminantes de Map of the Soul: 7. En cambio, Chris DeVille de Stereogum sintió que la versión que acompañó al art film «lo infunde con elementos clásicos que concuerdan con la rutina de baile contemporáneo del video». Crystal Bell para MTV se refirió al sencillo como uno de los «más oscuros» del grupo desde «Fake Love», aunque lo consideró «más profundo y doloroso» que este último y añadió que caracteriza a «BTS en su forma más cruda e inquebrantable». Para So Seung-Geun de IZM se trató de una canción «intensa y filosófica», con una producción «oscura y seria» junto con un sonido «maduro». Además, escribió que «dos elementos completamente diferentes de los clásicos orientales y las últimas tendencias de Occidente son compatibles y se entrelazan ampliamente, de tal modo que materializan el deseo interno de volar como una pluma».
Por su parte, August Brown para Los Angeles Times describió a «Black Swan» como «pretenciosa» y «pegadiza» y declaró que si Map of the Soul: 7 «tiene un propósito, es probablemente este tema. Muestra a los miembros de la banda más popular del mundo como estudiantes atentos del trippy hip hop, pero conscientes de la meticulosidad y habilidad que traen a este también». De manera similar, Raisa Bruner de la revista Time aplaudió «el enfoque de BTS en el detalle» para crear «un laberinto de narrativas conectadas que combinan aspectos visuales con el contenido lírico de las canciones y el sonido» y señaló que el «deseo [de los integrantes del grupo] en esta fase de expresar su pasión por su arte y su impacto en sus vidas nunca ha sido más evidente». Rhian Daly de NME la denominó «honesta y directa», así como un «lanzamiento con un efecto inquietante y melancólico» que se desvía «de una elección inmediata, amigable con la radio», para poner «el arte antes que la atracción a las masas». Sophia Simon-Bashall de The Line of Best Fit destacó que la producción incorporara ritmos modernos de trap con instrumentos tradicionales coreanos. También apreció la letra y comentó que «llega a cualquiera que haya sufrido depresión, la experiencia única y abrumadora de perder interés en lo que alguna vez tuvo significado. Extiende una mano para reconocer ese dolor y proporciona un recordatorio para enfrentarlo». En su reseña para Clash, Robin Murray opinó que fue «un regreso impresionante, con el que [BTS] conduce su esquema pop enormemente atrayente hacia escenarios occidentales», mientras que Vannessa Jackson de E! Online la calificó como una de sus «canciones más dramáticas hasta el momento».

### Recibimiento comercial
Inicialmente, debutó en el número siete de la Gaon Digital Chart en Corea del Sur en la semana del 25 de enero de 2020 y alcanzó, en última instancia, el puesto diez tras el lanzamiento de Map of the Soul: 7. Adicionalmente, entró en la segunda posición en la Gaon Download Chart y se mantuvo entre las cinco primeras por dos semanas consecutivas. En febrero de 2020, «Black Swan» fue la décima primera canción con mejores resultados en la Gaon Monthly Digital Chart, a base de streaming, ventas digitales y descargas. En otros países de Asia la recepción fue variada, estuvo en el segundo lugar en el conteo de la RIAS en Singapur y en el treinta y uno en la Billboard Japan Hot 100 en Japón. Por otro lado, en Norteamérica apareció tanto en la Hot 100 como en la US Digital Song Sales de Estados Unidos, en los números cincuenta y siete, y dos, respectivamente. También encabezó la Billboard World Digital Song Sales, mientras que en Canadá llegó a la ubicación sesenta y tres en la Canadian Hot 100 y en México recibió un disco de oro, otorgado por la Asociación Mexicana de Productores de Fonogramas y Videogramas (AMPROFON). En Europa y Oceanía tuvo un recibimiento moderado; se situó en el tercer puesto de la Billboard Euro Digital Song Sales y en el 46 en la UK Singles Chart en Reino Unido, además de obtener la novena posición en la lista New Zealand Hot Singles, una extensión de la New Zealand Top 40 en Nueva Zelanda. En otros territorios estuvo entre los cien principales, incluyendo Australia, Alemania, Irlanda, Suiza, la región flamenca de Bélgica, Eslovaquia, Estonia y República Checa.

## Videos musicales

### Art film

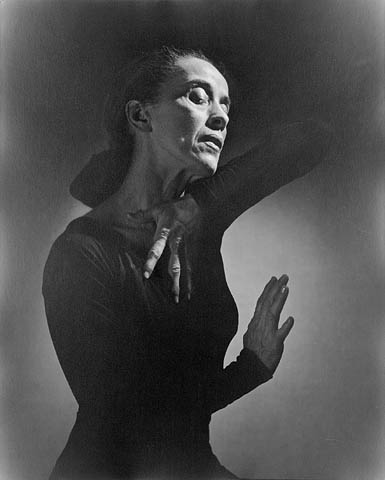
El art film comienza con una cita de la leyenda de la danza moderna Martha Graham (en la imagen en 1948).

El primer video musical se grabó con el formato de un art film y fue dirigido por YongSeok Choi, de la empresa Lumpens. Además, se estrenó simultáneamente con la canción en YouTube; en los créditos se listó a Hyunwoo Nam de GDW, quien participó como director de fotografía, y a Tiffany Suh como productora. Para su concepto se usó como inspiración la película Black Swan, de 2010, e incluyó un baile interpretativo realizado por la compañía eslovaca de danza moderna MN Dance Company, que se ejecutó con la versión orquestal de «Black Swan».
El art film empieza con una cita de la bailarina estadounidense Martha Graham que refleja el tema de la canción: «un bailarín muere dos veces, una de ellas cuando deja de danzar, y esta primera muerte es la más dolorosa». Tras esto se revela un edificio abandonado, donde siete personas, alineadas en línea recta, caminan hacia el cuadro inicial de la grabación. A continuación aparece una de ellas, sin camisa y de pie, lejos de las demás —que están vestidas con atuendos holgados—. El clip dura cinco minutos y muestra una coreografía contemporánea simbólica, que «se torna más intensa y combativa» conforme el personaje principal, al convertirse en el «cisne negro», intenta escapar del agarre de las otras seis figuras ensombrecidas y liberarse de una jaula de luz; no obstante, en algunas escenas está completamente solo, danzando para sí mismo. La presentación termina cuando él es llevado hacia el cielo por los otros mientras aletea sus brazos como un ave. Visualmente se explora «la lucha de emociones conflictivas» tratada en la letra de la canción y reinterpretada a través del baile.
Acerca de la razón por la que se escogió el art film, Jimin declaró: «fue una nueva experiencia para nosotros [...] "Black Swan" es una confesión de artistas, así que queríamos enfocarnos en producir una atmósfera creativa». En general, los críticos le dieron reseñas positivas al video. Por ejemplo, Stephen Thompson de NPR se refirió a este como «opulentamente coreografiado» y señaló cuán «bien refleja el mensaje de la composición acerca de la relación tensa de los artistas con el trabajo que los sustenta», en tanto que Nick Romano de Entertainment Weekly comentó que es «tan honesto y directo» como la película Black Swan. Christie D'Zurilla para Los Angeles Times denominó a los elementos visuales como «artísticos», mientras que Robin Murray para la revista Clash lo consideró un «espectáculo fascinante». Corey Atad de Entertainment Tonight Canada expresó sentimientos similares y reconoció el «hermoso baile interpretativo». Por otro lado, Ellie Nicholas de Celebmix escribió que «la fenomenal coreografía, entrelazada con la instrumentación orquestal, y la letra crearon un ambiente realmente conmovedor para darle vida al significado de la canción».

### Vídeo musical

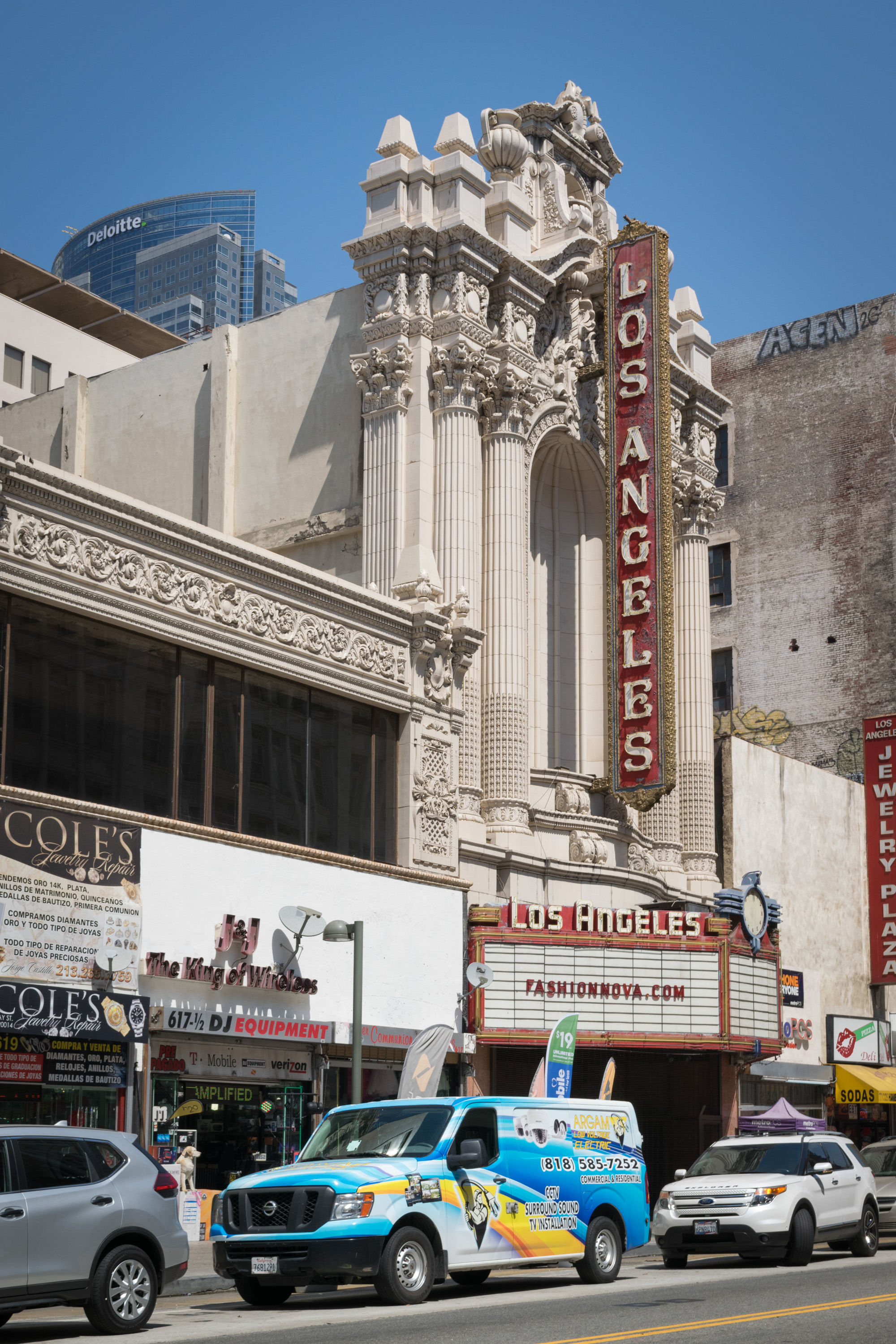
El Teatro de Los Ángeles (en la imagen) se usó como lugar de grabación para el segundo video musical.

Big Hit publicó —sin ningún aviso previo— un segundo video musical en su canal oficial de Youtube el 4 de marzo de 2020, que también fue dirigido por YongSeok Choi y codirigido por Guzza, ambos de Lumpens; se filmó en el Teatro de Los Ángeles, en el centro de Los Ángeles, California, Estados Unidos. El clip tiene una rutina de baile intensa y muestra a BTS transformándose en cisnes negros. Inicia con los miembros de la banda vestidos de blanco, parados en el medio de un teatro privado, antes de dar paso a escenas en las que cada uno canta sus versos, rodeado por un techo abovedado adornado y accesorios dorados. Estas alternan entre primeros planos de los integrantes interactuando con sus sombras y secuencias grupales en las que interpretan una coreografía «intrincada» en un escenario vacío. Se observa a Suga cantar su rap frente a un telón de fondo con pinturas murales cuando su silueta se libera de su cuerpo y baila en segundo plano. Asimismo, hay varias tomas en solitario en las que se presenta la «danza elegante» de Jimin —quien en un punto extiende sus alas como un ave— y una en la que aparece Jin contemplando su reflejo en un salón de espejos mientras es perseguido por sí mismo. A lo largo de la grabación, BTS cambia entre atuendos blancos y negros correspondientes a los que se emplearon en las fotos conceptuales del álbum; esta es un metáfora para personificar la percepción del bien y el mal, con la que se alude al tema recurrente de Map of the Soul: 7 y a la representación visual de la letra de la canción. El video tiene varias referencias a las «sombras de Jung», el thriller psicológico de 2010 homónimo, así como al ballet de 1876 El lago de los cisnes de Tchaikovsky. Respecto al clip, Lake Schatz de Consequence of Sound escribió que «el baile exquisito y atrevido del grupo es cautivador por sí mismo, pero también simboliza una transformación similar a la de un cisne conforme BTS sustituye eventualmente sus nítidos trajes blancos por otros negros». En cambio, Matt Moen de la revista Paper lo denominó «positivamente impresionante» y Rebecca Alter para Vulture se refirió a este como «perfecto».

## Presentaciones en vivo
BTS presentó «Black Swan» por primera vez en The Late Late Show with James Corden el 28 de enero de 2020. La agencia del grupo, Big Hit, contactó al coreógrafo brasileño Sergio Reis para que creara la rutina de baile para la canción tras ver los videos de su equipo de danza CDK, que tenían una «sensación "oscura" similar a la que buscaba para "Black Swan"». Durante la interpretación, los integrantes de la banda vestían trajes negros y estaban descalzos en un escenario muy detallado, ya que contó con una cascada en una pantalla LCD que daba la impresión de que estuvieran actuando en el trasfondo de un «bosque oscuro» o un «lago helado». En un artículo para Rolling Stone, Emily Zemler elogió la presentación al afirmar que «fue una ejecución especialmente impresionante y enérgica de la canción». Por su parte, Tom Breihan de Stereogum destacó la coreografía «intrincada», además de mencionar que «como un espectáculo pop puro fue magnífico». Asimismo, Alyssa Bailey de Elle la denominó «una de las actuaciones más impresionantes» y escribió que «uno de los aspectos más fascinantes es la habilidad del grupo para realizar bailes complejos e intensos y estar perfectamente sincronizado mientras canta». Tras el lanzamiento del álbum en febrero de 2020, BTS promocionó «Black Swan» en varios programas de música de Corea del Sur, entre ellos M! Countdown, Music Bank e Inkigayo. Posteriormente, en julio del mismo año interpretó el tema en el programa japonés SONGS de la cadena NHK y en septiembre lo incluyó en la tercera noche de su residencia en The Tonight Show Starring Jimmy Fallon, que se grabó en una «catedral impresionante» y fue descrita como una «fantasía elaborada».

## Reconocimientos
| Publicación          | Lista                                       | Posición | Ref.   |
| -------------------- | ------------------------------------------- | -------- | ------ |
| Consequence of Sound | Top 25 de canciones de 2020 (hasta ahora)   | 15       | [ 94 ] |
| CNN Philippines      | Nuestras mejores canciones de K-pop de 2020 | —        | [ 95 ] |
| Dazed                | Las 40 mejores canciones de K-pop de 2020   | —        | [ 96 ] |

| Año  | Ceremonia               | Premio                  | Resultado | Ref    |
| ---- | ----------------------- | ----------------------- | --------- | ------ |
| 2021 | Gaon Chart Music Awards | Canción del año - enero | Nominado  | [ 97 ] |

| Premio                  | Fecha                 | Ref.   |
| ----------------------- | --------------------- | ------ |
| Weekly Popularity Award | 27 de enero de 2020   | [ 98 ] |
| Weekly Popularity Award | 3 de febrero de 2020  | [ 98 ] |
| Weekly Popularity Award | 10 de febrero de 2020 | [ 98 ] |
| Weekly Popularity Award | 17 de febrero de 2020 | [ 98 ] |
| Weekly Popularity Award | 24 de febrero de 2020 | [ 98 ] |

## Lista de canciones
| Sencillo de Map of the Soul: 7 |              |          |  |
| N.º                            | Título       | Duración |  |
| 1.                             | «Black Swan» | 3:18     |  |

| Canción de Map of the Soul: 7 -The Journey- |                                   |          |  |
| N.º                                         | Título                            | Duración |  |
| 1.                                          | «Black Swan» (Versión en japonés) | 3:18     |  |

## Posicionamiento en listas
| Lista (2020)                                        | Mejor posición |
| --------------------------------------------------- | -------------- |
| Alemania (Official German Charts)                   | 77             |
| Australia (ARIA)                                    | 87             |
| Austria (Ö3 Austria Top 40)                         | 62             |
| Bélgica (Flandes) (Ultratip Bubbling Under)         | 23             |
| Canadá (Hot 100)                                    | 63             |
| Corea del Sur (Gaon)                                | 7              |
| Corea del Sur (K-pop Hot 100)                       | 4              |
| Escocia (Official Charts Company)                   | 9              |
| Eslovaquia (Singles Digitál Top 100)                | 62             |
| Estados Unidos (Billboard Hot 100)                  | 57             |
| Estados Unidos (Billboard World Digital Song Sales) | 1              |
| Estados Unidos (Rolling Stone Top 100)              | 50             |
| Estonia (Eesti Ekspress)                            | 11             |
| Europa (Billboard Euro Digital Song Sales)          | 3              |
| Francia (SNEP)                                      | 117            |
| Grecia (IFPI Greece)                                | 16             |
| Hungría (MAHASZ Single)                             | 1              |
| Hungría (MAHASZ Stream)                             | 37             |
| Irlanda (IRMA)                                      | 49             |
| Japón (Japan Hot 100)                               | 31             |
| Lituania (AGATA)                                    | 9              |
| Nueva Zelanda (Recorded Music NZ)                   | 9              |
| Reino Unido (OCC)                                   | 46             |
| República Checa (Singles Digitál Top 100)           | 69             |
| Singapur (RIAS)                                     | 2              |
| Suecia (Sverigetopplistan)                          | 93             |
| Suiza (Schweizer Hitparade)                         | 45             |

| Lista (2020)         | Mejor posición |
| -------------------- | -------------- |
| Corea del Sur (Gaon) | 11             |

| Lista (2020)         | Mejor posición |
| -------------------- | -------------- |
| Corea del Sur (Gaon) | 44             |

## Certificaciones
| México (AMPROFON) | Oro   | 30 000     |
| Streaming         |       |            |
| Japón (RIAJ)      | Plata | 30 000 000 |

## Créditos y personal
Créditos adaptados de Tidal y las notas de álbum de Map of the Soul: 7.
| - BTS: voces principales - Pdogg: producción, composición, teclado, sintetizador, arreglo vocal, arreglo de rap, ingeniería de grabación - RM: composición - August Rigo: composición - Vince Nantes: composición - Clyde Kelly: composición | - J-Hope: coro - Jungkook: coro - DJ Riggins: ingeniería de mezcla - Jaycen Joshua: ingeniería de mezcla - Jacob Richards: ingeniería de mezcla - Max Seaberg: ingeniería de mezcla - Hiss noise: edición digital |

## Historial de lanzamiento
| País   | Fecha               | Formato                     | Sello   | Ref.    |
| ------ | ------------------- | --------------------------- | ------- | ------- |
| Varios | 17 de enero de 2020 | Descarga digital, streaming | Big Hit | [ 117 ] |